# Distrito de Sajonia Central
El distrito de Sajonia Central (en alemán: Landkreis Mittelsachsen) es uno de los diez distritos que, junto con las tres ciudades independientes de Chemnitz, Leipzig y Dresde, forman el estado alemán de Sajonia. Limita al norte con los distritos de Leipzig y Sajonia Norte, al este con los distritos de Misnia y Suiza Sajona-Montes Metálicos Orientales, al sur con la República Checa y al oeste con los distritos de Erzgebirg y Zwickau, y la ciudad de Chemnitz. Su capital es la ciudad de Freiberg.
Tiene un área de 2112 km², una población a finales de 2016 de 310 505 habs. y una densidad de población de 150 hab/km².

## Historia
El distrito fue formado en agosto de 2008 a partir de los antiguos distritos de Dobel, Freiberg y Mittweida.

## Ciudades y municipios
| 1. Augustusburg 2. Brand-Erbisdorf 3. Burgstädt 4. Döbeln 5. Flöha 6. Frankenberg 7. Frauenstein 8. Freiberg 9. Geringswalde 10. Großschirma 11. Hainichen 12. Hartha 13. Leisnig 14. Lunzenau 15. Mittweida 16. Oederan 17. Penig 18. Rochlitz 19. Roßwein 20. Sayda 21. Waldheim | 1. Altmittweida 2. Bobritzsch-Hilbersdorf 3. Claußnitz 4. Dorfchemnitz 5. Eppendorf 6. Erlau 7. Großhartmannsdorf 8. Großweitzschen 9. Halsbrücke 10. Hartmannsdorf 11. Königsfeld 12. Königshain-Wiederau 13. Kriebstein 14. Leubsdorf 15. Lichtenau 16. Lichtenberg | 1. Mühlau 2. Mulda 3. Neuhausen 4. Niederwiesa 5. Oberschöna 6. Ostrau 7. Rechenberg-Bienenmühle 8. Reinsberg 9. Rossau 10. Seelitz 11. Striegistal 12. Taura 13. Wechselburg 14. Weißenborn 15. Zettlitz 16. Zschaitz-Ottewig |